# مانوئل دا اگیار فگاندس
مانوئل دا اگیار فگاندس (انگلیسی: Manoel de Aguiar Fagundes؛ ۲۲ اوت ۱۹۰۷ – ۲۲ نوامبر ۱۹۵۳) یک بازیکن فوتبال اهل برزیل بود.